# Шевчук, Иван Алексеевич
Иван Алексеевич Шевчук (укр. Іван Олексійович Шевчук; 10 октября 1930 года, с. Волчинец, Винницкой области, Украинская ССР — 18 мая 2008 года, Донецк, Украина) — советский и украинский химик-аналитик, академик Академии наук высшей школы Украины, доктор химических наук, заслуженный профессор Донецкого национального университета.

## Биография
Шевчук И. А. родился 10 сентября 1930 в с. Волчинец Комсомольского района Винницкой области, УССР. В 1950—1955 годах учился в Киевском национальном университете им. Тараса Шевченко на химическом факультете. В период с 1955 по 1960 годы работал начальником центральной заводской лаборатории Черкасского завода химреактивов. С 1960 по 1965 — заведующий лабораторией Донецкого института реактивов, в период с 1965 по 1966 — начальник лаборатории Института люминофоров г. Ставрополя. С августа 1966 Шевчук И. А. возглавил кафедру аналитической химии Донецкого государственного университета, был одним из основателей химического факультета университета. В 1964 году защитил кандидатскую диссертацию, в 1970 году — докторскую диссертацию по специальности «аналитическая химия». С 1971 года — профессор, с 1994 года — академик Академии наук высшей школы Украины, заслуженный профессор Донецкого национального университета, отмечен орденом «Знак Почета» и медалями.
Профессор Шевчук И. А. входил в состав Ученых советов по защите кандидатских и докторских диссертаций Украины, Белоруссии, России и был членом Всесоюзной комиссии по экстракции и комиссии по экстракции РАН. Под руководством профессора Шевчука И. А. создано научное направление в области фундаментальных исследований ионных ассоциатов, разделения и концентрирования, экспресс-анализа объектов окружающей среды, технических и биологически активных веществ. Он был руководителем научной школы «Разделение, концентрирования и экспресс-анализ цветных, редких металлов и биологически активных веществ».
Иван Алексеевич был родоначальником внедрения активных методов обучения аналитической химии в Советском Союзе и на Украине. Большое значение он уделял вопросам химической безопасности в процессе подготовки специалистов. На основе аналитических исследований продуктов коксохимии И. А. Шевчук с сотрудниками предложил метод получения и анализа чистых химических веществ. Его изобретение положено в основу технологии получения чистого роданистого натрия, который используется для получения искусственного волокна, что позволило отказаться от его поставок из других стран. Теоретические разработки, выполненные под руководством профессора Шевчука И. А. сотрудниками кафедры аналитической химии Донецкого университета, являются важным достижением в области растворов и комплексных соединений, синтеза и анализа веществ новой техники, химии реактивов и веществ особой чистоты. Впервые разработана теория о пространственной совместимости сложных ионов, прогнозирована и осуществлена экстракция высокозарядных соединений, открыты реакции превращения цветных ассоциатов и изучена их устойчивость. Многие его работы посвящены улучшению экологического состояния Донбасса. В течение многих лет коллектив кафедры аналитической химии под руководством Шевчука И. А. проводил на международном и республиканском уровне работы по аттестации стандартных образцов сплавов. Под его руководством разработано большое количество новых методик, которые были внедрены в аналитических лабораториях предприятий радиоэлектронной, химической, металлургической промышленности, медицинских и экологических учреждений. Он был организатором многих союзных и республиканских конференций.
Профессор Шевчук И. А. — автор более 500 печатных работ, 32 изобретений. Им подготовлено 22 кандидатов и докторов наук, много специалистов для Украины и иностранных государств. С 2003 года Иван Алексеевич работал профессором кафедры аналитической химии, был заведующим аттестованной аналитической лаборатории, членом Научного совета по аналитической химии АН Украины и членом комиссии по экстракции РАН.